# 瓦林斯基山
瓦林斯基山（英語：Mount Valinski），是南極洲的山峰，位於杜費克海岸，處於拉姆西冰川以西7公里的米林頓冰川南岸，屬於毛德王后山脈的一部分，海拔高度1,640米，現時由南極條約體系管理。